# Cygnus X
Cygnus X est une région de formation d'étoiles massive située entre l'étoile brillante Deneb et Sadr, dans la constellation du Cygne à une distance du Soleil d'environ 1,4 kpc (∼4 570 al).
Comme elle est située derrière le rift du Cygne et que sa lumière est fortement absorbée par la poussière interstellaire de la Voie lactée, il est plus facile de l'observer à l'infrarouge.

## Caractéristiques
À l'aide du télescope spatial Spitzer, on a pu observer que Cygnus X a une taille d'environ 200 pc (∼652 al) et contient le plus grand nombre de protoétoiles massives ainsi que la plus grande association stellaire (Cygnus OB2, avec jusqu'à 2 600 étoiles de type spectral OB et une masse allant jusqu'à 105 M☉) dans un rayon de 2 kiloparsecs du Soleil. Elle est également associée à l'un des plus grands nuages moléculaires connus, avec une masse de 3 000 000 M☉. Sa population stellaire comprend un grand nombre d'étoiles de type précoce ainsi que des étoiles massives évoluées telles que des étoiles variables lumineuses bleues, des étoiles Wolf-Rayet et des étoiles supergéantes de types spectraux O et B.
Cygnus X comprend deux associations stellaires : Cygnus OB2 et Cygnus OB9 ainsi qu'un grand nombre supplémentaire d'étoiles de type précoce, dont BD+40°4210, une supergéante bleue et une variable lumineuse bleue qui est l'une des étoiles les plus brillantes de l'association, ainsi que d'autres étoiles supergéantes de types spectraux O et B. La même étude montre que la formation d'étoiles s'y déroule depuis au moins 10 Ma, et se poursuit encore aujourd'hui.
Cygnus OB7 se trouve à son avant-plan.

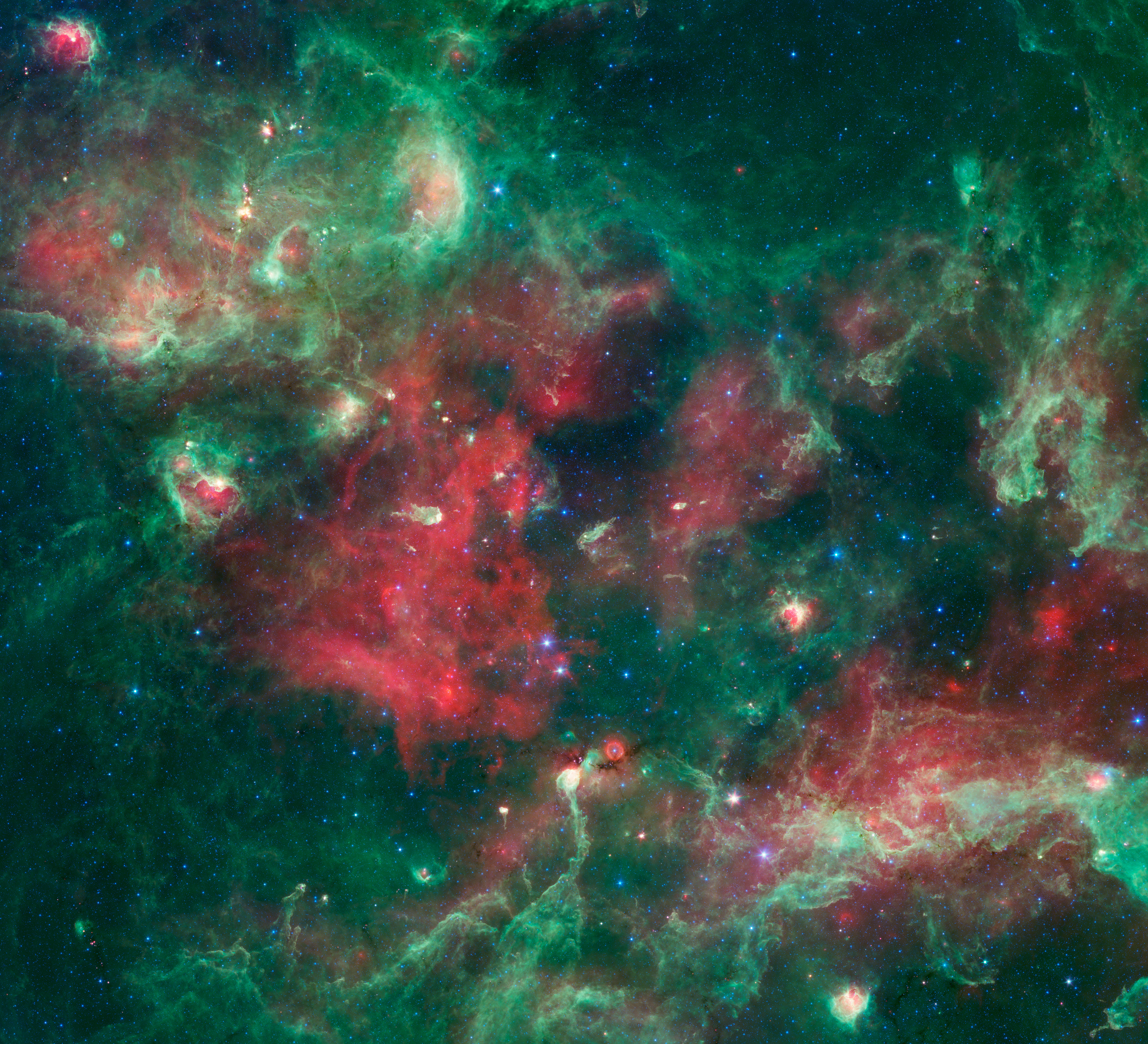
Cygnus X par le télescope spatial Spitzer

## Associations OB
Les associations OB situées dans Cygnus X contiennent les étoiles brillantes responsables de l'excitation du gaz et de la poussière, qui deviennent lumineux et peuvent également être observés optiquement.

### Cygnus OB1
Cygnus OB1 est une grande association de jeunes étoiles chaudes. Elle semble être reliée à un système gazeux formant une superbulle, observable dans l'infrarouge lointain par des instruments comme l'IRAS. Selon certaines études menées à cette longueur d'onde, cette structure s'est révélée très jeune, vieille d'à peine 1 Ma, et se serait formée par superposition de multiples bulles. Sa morphologie non sphérique est probablement le résultat de la distribution spatiale des étoiles massives de la région. L'étude de cette bulle permet également de révéler que les étoiles de l'association ne se seraient pas formées lors d'un seul processus de formation d'étoiles : en effet, les étoiles actuellement les plus massives de Cygnus OB1 se seraient formées à un moment plus tardif par rapport aux autres composantes, étant donné qu'elles sont encore dans la phase stellaire Wolf-Rayet. De plus, la taille de la superbulle révèle qu'elle proviendrait de l'explosion de trois ou au maximum de cinq supernovae résultant d'étoiles d'une masse comprise entre 45 et 80 M☉.

### Cygnus OB2
Cygnus OB2 est l’une des associations OB les plus brillantes et les plus concentrées de la Voie lactée. Elle est composée d'un grand nombre d'étoiles supergéantes bleues, dont certaines sont également parmi les plus intrinsèquement lumineuses connues. Ses composants sont extrêmement jeunes et présentent une vitesse de rotation modérément réduite. Les étoiles de classe spectrale O et B seraient au nombre d'environ 2600 ± 400 au total, parmi lesquelles 90 à 100 de classe O. La masse totale des étoiles de l'amas est d'environ 40 000 à 100 000 M☉, concentrée dans un rayon de seulement 30 parsecs. Certains des composants les plus massifs sont des étoiles binaires. Parmi ceux-ci figurent quatre binaires à éclipses connues et un système à trois étoiles (Cygnus OB2-5) dans lequel l'un des composants est censé être une étoile Wolf-Rayet.
Les spectres des étoiles de Cygnus OB2 et leurs températures ont été analysés dans plusieurs études, qui ont également montré que de nombreux composants sont soumis à une forte perte de masse causée par leur fort vent stellaire. Le pourcentage de présence d'hydrogène et d'hélium est similaire dans toutes les étoiles sauf une, Cygnus OB2-7, où l'hélium serait présent en plus grande quantité que dans les autres. Juste à côté de l'association se trouve Cygnus OB2-12, une étoile hypergéante parmi les plus brillantes connues dans la Voie lactée. Sa magnitude absolue est d'environ -12, et sans l'extinction lumineuse, l'étoile aurait, vue de la Terre, une magnitude apparente de 1,5, très similaire à la magnitude apparente de Deneb, mais en raison de l'absorption causée par la poussière, la magnitude visuelle tombe à 11,4, restant ainsi invisible à l'œil nu.
Certains scientifiques, considérant la masse, la densité et la taille de l'association, ont émis l'hypothèse que Cygnus OB2 est en fait un exemple d'amas globulaire en formation : des objets similaires ont été observés à la fois dans le Grand Nuage de Magellan et dans des régions de formation d'étoiles présentes dans d'autres galaxies. Il a également été noté que ce serait le premier de cette classe d’objets connu dans notre galaxie.